# Adolphe Blaise
Pour les articles homonymes, voir Blaise.
Adolphe Benoît Blaise est un bassoniste et compositeur français, mort vers 1772.

## Biographie
Il entre à l'orchestre de la Comédie-Italienne en 1737, compose la musique pour Le Petit Maistre en 1738. En 1743, il est chef de l'orchestre de la Foire Saint-Laurent et en 1744 de celui de la Foire Saint-Germain. De 1753 à 1760, il prend la direction de l'orchestre de la Comédie-Italienne et compose de nombreux ballets, divertissements, danses, parodies, pantomimes et surtout la musique de la comédie à succès de Justine Favart Annette et Lubin (1762) et de deux comédies de Favart, Isabelle et Gertrude (1765) et La Rosière de Salency (1769).